# سیارک ۸۰۶۴
سیارک ۸۰۶۴ (به انگلیسی: 8064 Lisitsa، نامگذاری:1978RR) هشت هزار و شصت و چهارمین سیارک کشف شده‌است که در ۱ سپتامبر ۱۹۷۸ کشف شد.
قدر مطلق سیارک برابر ۱۳٫۳۰ است.